# Rauenstein (Frankenblick)
Rauenstein ist ein Dorf im südlichen Thüringer Landkreis Sonneberg. Es ist Ortsteil der Gemeinde Frankenblick.

## Geographie
Rauenstein liegt im Tal der Grümpen am Südrand des Thüringer Schiefergebirges etwa 2 km westlich von Effelder.

## Geschichte
Der Ort bei der gleichnamigen und älteren Burg Rauenstein wurde 1445 erstmals urkundlich erwähnt. Geschichtlich war die Burg, jahrhundertelang im Besitz des Adelsgeschlechtes von Schaumberg, der bestimmende Faktor des Ortes. Herzog Georg I. von Sachsen-Meiningen konzessionierte 1783 die von Johann Friedrich Greiner gegründete Porzellanfabrik Rauenstein direkt neben der Burg, die zur wichtigsten Erwerbsgrundlage des Ortes wurde und 1851 bereits 180 Beschäftigte hatte. 1910 wurde der Ort durch die Bahnstrecke Eisfeld–Sonneberg erschlossen.
Während des Zweiten Weltkrieges mussten 170 Frauen und Männer aus Frankreich, der Ukraine und Russland Zwangsarbeit in der Firma Richard Schneider von Rauenstein sowie in der Landwirtschaft verrichten.
Auf einer Bergkuppe hoch über dem Dorf wurde zu DDR-Zeiten ein Pionier-Ferienlager eingerichtet und unterhalten, in dem anfangs auch Kinder aus den Westzonen teilnehmen konnten. Heute ist das Gelände als privat geleitetes „Ferienzentrum Rauenstein“ in Betrieb.
Zum 1. Januar 2012 wurde Rauenstein im Zuge des Zusammenschlusses der Gemeinden Effelder-Rauenstein und Mengersgereuth-Hämmern Teil der Gemeinde Frankenblick.

## Verkehr
Der Ort liegt nördlich der Bundesstraße 89, die von Sonneberg nach Eisfeld führt. Außerdem verfügt er über einen Bahnhof an der Strecke Sonneberg–Eisfeld. Die Züge machen hier eine Spitzkehre.

## Kultur und Sehenswürdigkeiten

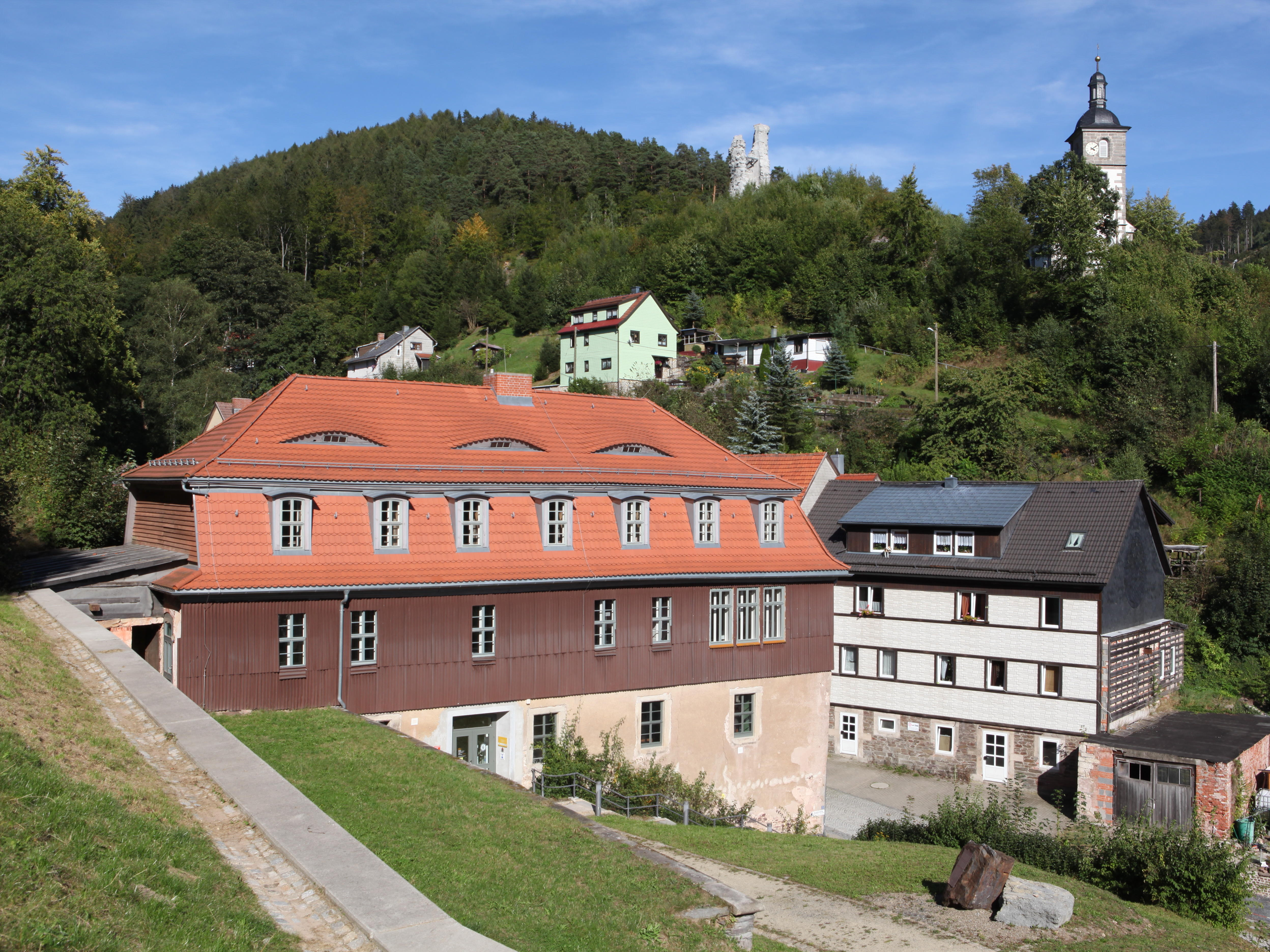
Schloss

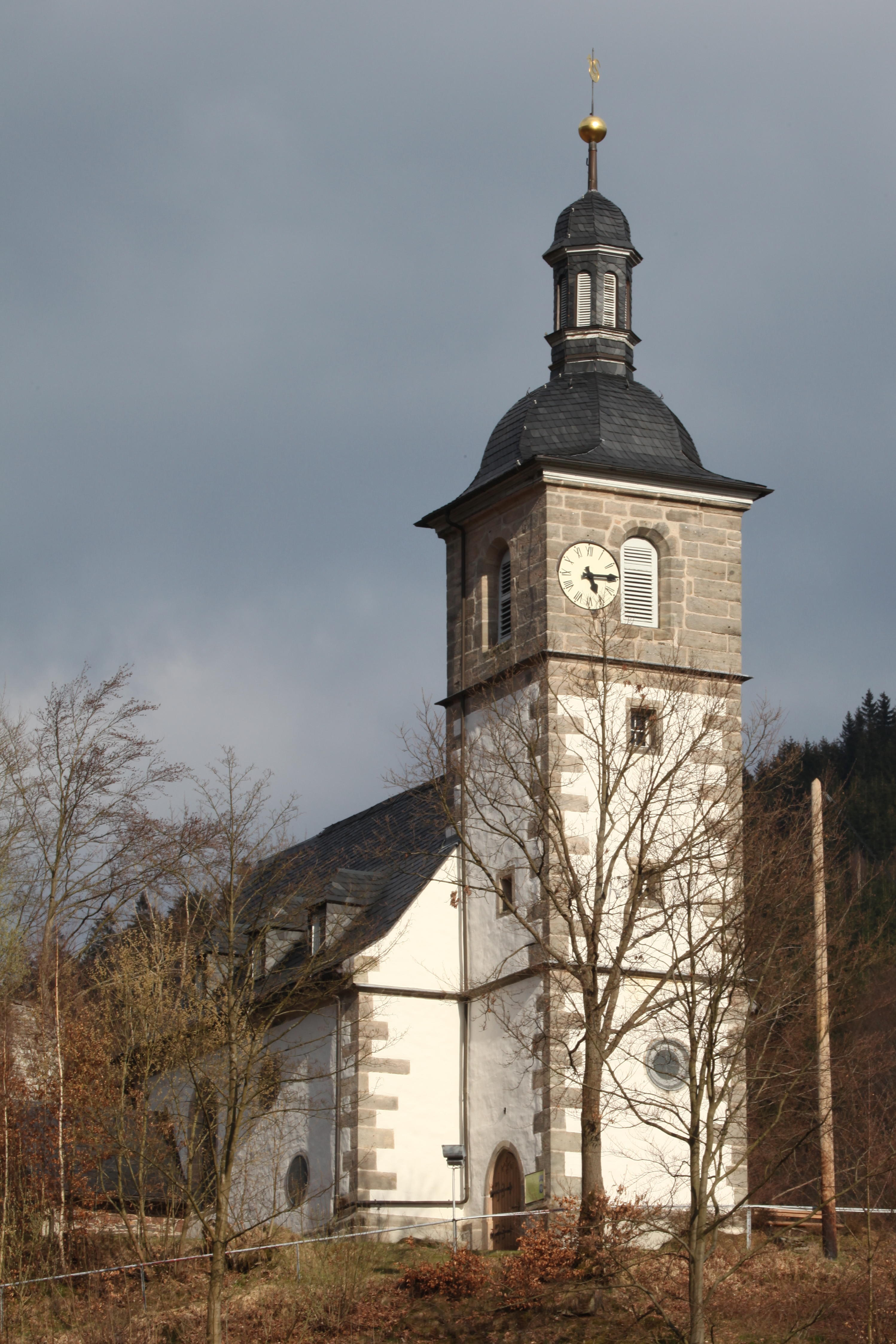
Evangelisch-Lutherische Kirche St. Maria und Georg

### Museen
- Rauensteiner Porzellankabinett im Museum Neues Schloss Rauenstein, Kabinettausstellung mit halbjährlich wechselnden Sonderausstellungen. Sammlungsschwerpunkt bilden Exponate der 1783 gegründeten Rauensteiner Porzellanmanufaktur, die zu den ältesten Porzellanmanufakturen Deutschlands zählte. Bekannt wurde die sie durch ihr festes Porzellan mit Blaumalerei. Die Ausstellung zeigt aber auch exklusive Stücke in Purpur und Grün, wie das Vogelmotiv, das zu einem Markenzeichen der Rauensteiner Manufaktur wurde.
- Schildkröt-Puppen-Museum: Es wird eine große Anzahl von Zelluloid- und Tortulonpuppen gezeigt und die Geschichte der Firma Schildkröt dargestellt.

### Natur- und Baudenkmäler
- Der größte Beherbergungsbetrieb im Landkreise Sonneberg ist das Ferienzentrum Rauenstein. In 15 Finnhütten stehen 150 Betten für Gruppen, Vereine und Schulklassen zur Verfügung.
- Die Burgruine Rauenstein prägt mit ihren bizarren Resten des Bergfrieds das Ortsbild Rauensteins. 1349 wurde die Burg als Ruhestein im Besitz der Herren von Schaumburg erstmals urkundlich genannt. Im Dreißigjährigen Krieg wurde sie zerstört und seitdem dem Verfall preisgegeben. Erst Ende der 1990er Jahre wurden Sanierungsversuche unternommen, diese jedoch nicht abgeschlossen. Seitdem setzte ein dramatischer Verfall der Bausubstanz an Bergfried, Ringmauerresten, Torbau und Schalentürmen ein. 2004 wurde mit dem Ziel der Rettung der Burgruine Rauenstein der Thüringisch-Fränkische Geschichtsverein e. V. gegründet. Durch die Initiativen des Vereins, der Gemeinde Effelder-Rauenstein und den Denkmalschutzbehörden Thüringens wurde am 24. August 2006 der Kaufvertrag zwischen der bisherigen Eigentümergesellschaft LEG-Thüringen und der Gemeinde Effelder-Rauenstein unterzeichnet und die Sanierung des Bergfriedes Ende 2006 vorgenommen. Seither bemühen sich ehrenamtliche Helfer bei Arbeitseinsätzen um den Erhalt der Ruine und die Begehbarkeit des Burgareals.
- Die evangelisch-lutherische Kirche St. Maria und Georg stammt in ihrem Kern aus dem 15. Jahrhundert.

### Regelmäßige Veranstaltungen
- Die Kirmes in Rauenstein findet alljährlich zu Pfingsten statt.

## Persönlichkeiten
- Albin Tenner (1885–1967), kommunistischer Politiker, Oktober 1923 kurzzeitig Mitglied der Landesregierung
- Wilhelm Eichhorn (1886–1950), Amateur-Fotograf
- Friedrich Stammberger (1908–1978), kommunistischer Journalist, Opfer des Stalinismus, führender Wirtschaftsgeologe der DDR

## Dialekt
In Rauenstein wird Itzgründisch, ein mainfränkischer Dialekt, gesprochen.